# Gösta Ekman den yngre
Hans Gösta Gustav Ekman, även känd som Gösta Ekman den yngre, född 28 juli 1939 i Stockholm, död 1 april 2017 i samma stad, var en svensk skådespelare och regissör. Han var son till regissören Hasse Ekman och konstnärinnan och friherrinnan Agneta Wrangel, samt sonson till skådespelaren Gösta Ekman den äldre.  
Gösta Ekman är kanske främst känd för sin medverkan i komedier på film och teater, liksom i revyer av komediduon Hasse och Tage. Några av hans mest framstående rollfigurer är Charles-Ingvar "Sickan" Jönsson i Jönssonligan-filmerna och Gunnar Papphammar i Papphammar, en serie kortfilmer av slapstick-karaktär.

## Biografi

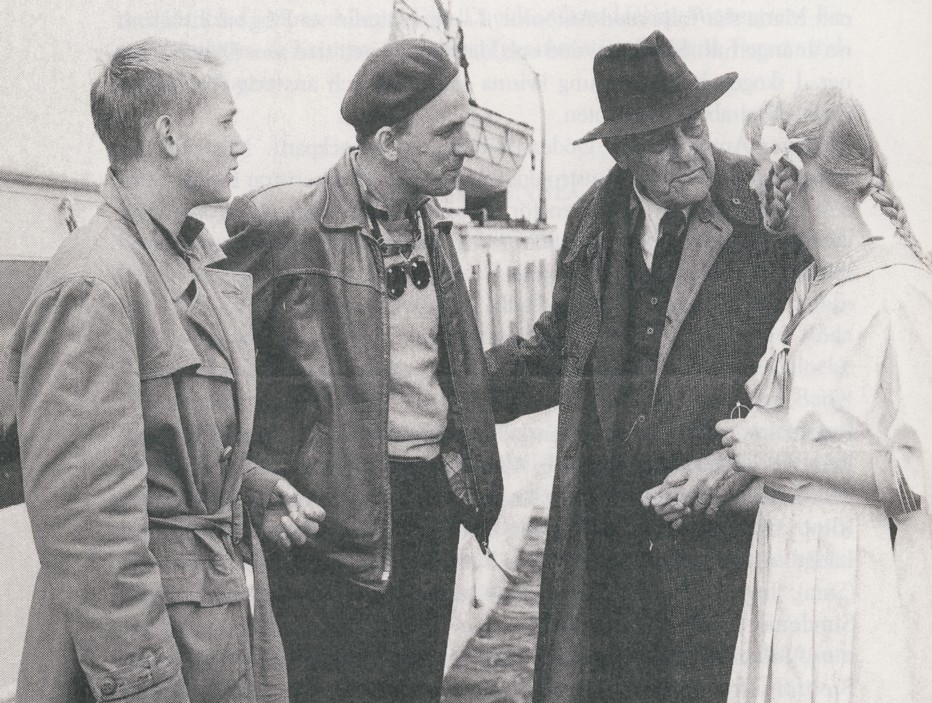
Gösta Ekman, Ingmar Bergman, Victor Sjöström och Lena Bergman vid inspelningen av Smultronstället 1957.

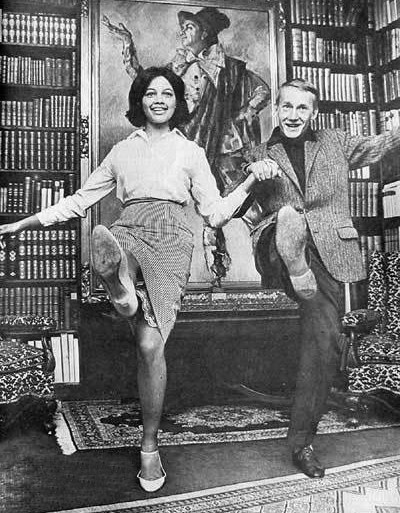
Gösta Ekman dansar med Fatima Svendsen 1962.

### Bakgrund
| ”                                                                 | Jag var kändis redan som spermie. | „ |
| – Gösta Ekman apropå att vara sin fars son och sin farfars namne. |                                   |   |

Gösta Ekman började sin karriär som regiassistent åt sin far Hasse Ekman i mitten av 1950-talet. Han var även regiassistent åt Ingmar Bergman under en kort period. Enligt Kalle Lind fick Gösta Ekman jobbet som regiassistent åt Bergman i filmen Smultronstället, då Bergman ville att det skulle stå Ekman, Bergman och Sjöström i förtexterna till filmen. Så småningom fick han börja agera framför kameran, det var ju trots allt skådespelare han ville bli.

### Komedier
År 1963 började hans mångåriga samarbete med Hans Alfredson och Tage Danielsson i revyn Konstgjorda Pompe på Gröna Lund. Genom Hasseåtages revyer blev Gösta känd och folkkär. Han fick tidigt visa upp sin unika talang som ”snubbelkonstnär”. Redan i revyn Gula Hund (1964) snubblade han omkring som Mahatman, han som har ”tingen emot sig”.  Mycket akrobatik bjöds i Herr Gunnar Papphammar från början av 1980-talet. Papphammar var en vidareutveckling av Carl Zetterström's serie Herr och fru Papphammar från 1978.
Gösta Ekman rönte också stor komikerframgång som Charles-Ingvar "Sickan" Jönsson i de första fem filmerna om Jönssonligan. Han debuterade själv som filmregissör med Morrhår och ärtor (1985).  

### Allvarsamma roller
Vid sidan av komiken fick Gösta Ekman många andra karaktärsroller, både på film och på scen. Särskilt kan nämnas filmerna Yngsjömordet (1966), En vandring i solen (1978) och En kärleks sommar (1979). Under 1990-talet medverkade han i många av hustruns Marie-Louise Ekmans produktioner, och gjorde rollen som poliskommissarie Martin Beck i en rad svensk-tyska filmproduktioner. Redan innan dess hade han spelat polis i spelfilmen Kronvittnet (1989). 
Under 1960- och 1970-talen var han anställd vid Stockholms stadsteater. Ekman var en av grundarna av Turteatern. Även i allvarliga gestaltningar använde han ofta sin läggning för komik, både genom ironiska repliker och sitt kroppsspråk.  

### Efter skådespelarkarriären
I samband med premiären av filmen Asta Nilssons sällskap (2005) förklarade Gösta Ekman att han gjort sin sista roll, och att han därmed drog sig tillbaka från sin långa skådespelarkarriär. Kuriosa i sammanhanget är att Asta Nilssons sällskap är inspelad redan före Dalle-filmen Skenbart (2003), men alltså hade premiär efter denna.
Efter att ha slutat som skådespelare har han bland annat varit adjungerad professor i scenisk gestaltning vid Teaterhögskolan i Stockholm 2008–09 och regisserat på Dramaten.
Året som professor på Teaterhögskolan finns dokumenterat i Karin Helanders bok Den skrattretande teatern. Ett år med Gösta Ekman och hans vänner.
På Dramaten har Ekman regisserat Den girige (2009), Hantverkarna (2010) och Främmande språk (2012). Han fungerade också som regiöga till Andreas T Olsson i monologen Sufflören (2012) – Ekman valde att i programbladet titulera sig V.I.S. (Vän I Salongen).
2012 tilldelades Ekman Teaterförbundets guldmedalj för "utomordentlig konstnärlig gärning".

### Cameoroller

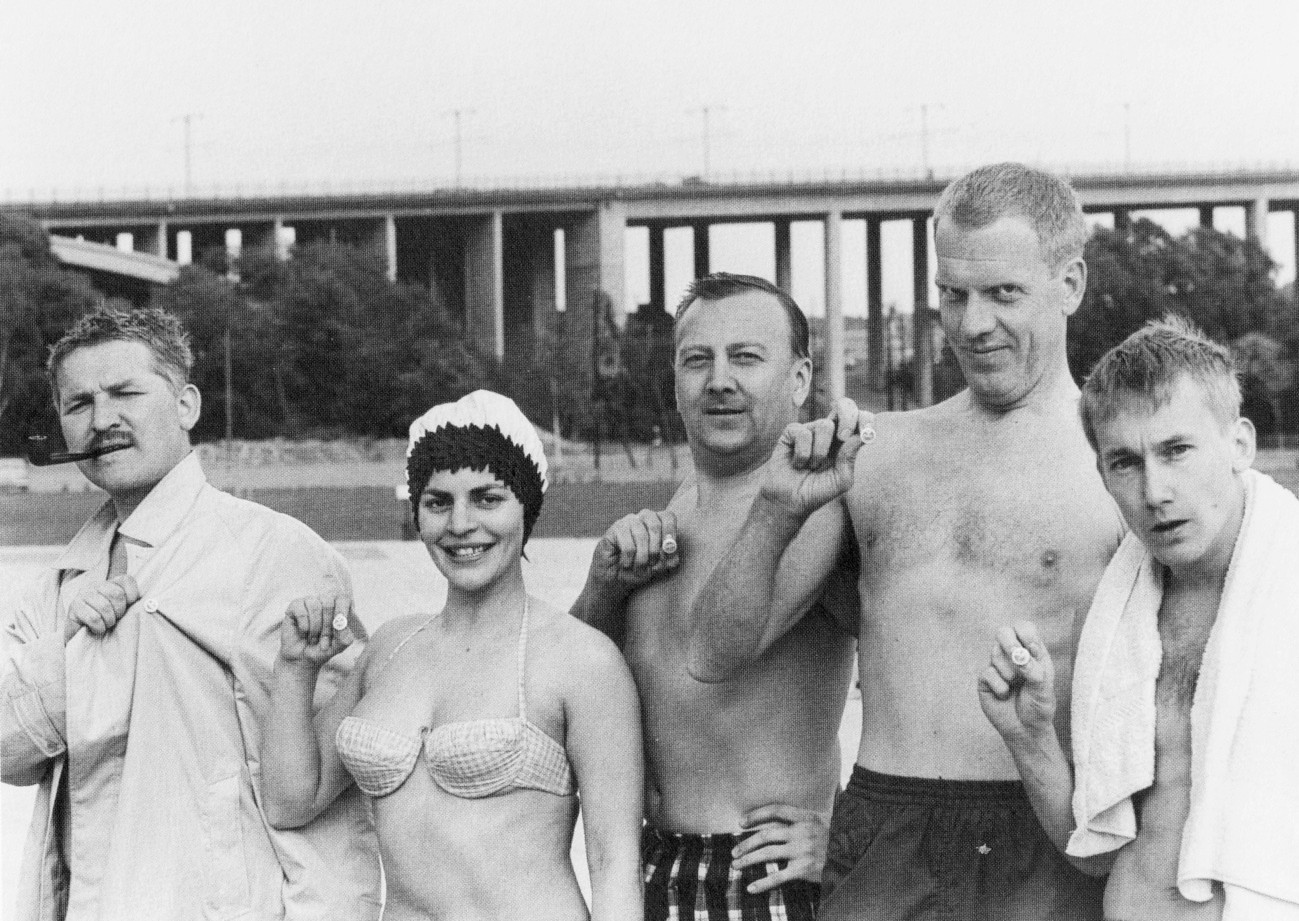
Från vänster: Hans Alfredson, Lissi Alandh, Mille Schmidt, Tage Danielsson och Gösta Ekman med simborgarmärket 1962.

Gösta Ekman har en mycket liten roll i Lasse Åbergs filmkomedi Sällskapsresan, där han spelar en städerska som snabbt går in i och ut ur ett hotellrum, ett slags cameoframträdande. Han gör också en lika minimal insats i Hans Alfredsons filmatisering av P&B där han agerar köande gäst på en restaurang.

### Andra aktiviteter
Gösta Ekman var också en begåvad musikant och tecknare. Han spelar bl.a. den egenkomponerade pianomusiken i Från och med herr Gunnar Papphammar. Ekman blev också en av Sveriges tidigaste rap-artister när han 1979 rappade signaturmelodin till Farbrorn som inte vill va' stor.

### Privatliv
Gösta Ekman tillhörde skådespelarsläkten Ekman. Han var son till Hasse Ekman och Agneta Wrangel samt sonson till Gösta Ekman (den äldre) och Greta Ekman. Han är bror till Krister, Mikael och Stefan Ekman, halvbror till Fam Ekman samt farbror till Sanna Ekman.
Åren 1963–1974 var Gösta Ekman gift med Karl Gerhards adoptivdotter Fatima Svendsen (född 1944) med vilken han har sonen Måns Ekman (född 1964) och bildade en långlivad Amnestygrupp. Därefter var han 1979–1987 gift med Pia Harahap (född 1955), med vilken han adopterade två barn, Bille Ekman (född 1981) och Robin Ekman (född 1982). Från 1989 var han gift med Marie-Louise Ekman (född 1944) (inga gemensamma barn). Gösta Ekman avled den 1 april 2017 av gallvägscancer. Han är begravd på Katarina kyrkogård i Stockholm.

## Filmografi
- 1956 – Swing it, fröken (Erik)
- 1962 – Nils Holgerssons underbara resa (studenten i Uppsala)
- 1962 – Chans (Stefan)
- 1964 – Svenska bilder (Bengtsson)
- 1964 – Äktenskapsbrottaren (Sixten)
- 1965 – Nilsson (den namnlösa huvudpersonen)
- 1965 – Festivitetssalongen (journalisten Blom)
- 1965 – Att angöra en brygga (Lennart)
- 1966 – Yngsjömordet (Per Nilsson)
- 1968 – Jag älskar, du älskar (Stan)
- 1968 – I huvet på en gammal gubbe (student)
- 1969 – Som natt och dag (Rikard)
- 1969 – Duett för kannibaler (Tomas)
- 1971 – Niklas och Figuren (Mickes pappa)
- 1971 – Äppelkriget (Sten Wall)
- 1972 – Mannen som slutade röka (Dante Alighieri)
- 1974 – Dunderklumpen! (En-Dum-En)
- 1975 – Ägget är löst! (sonen)
- 1975 – Släpp fångarne loss – det är vår! (fängelsedirektören)
- 1978 – Picassos äventyr (Pablo Picasso)
- 1978 – En vandring i solen (Tore Andersson)
- 1979 – En kärleks sommar (David Jernberg)
- 1979 – Lucie (Gerner)
- 1980 – Mannen som blev miljonär (Stig)
- 1980 – Sällskapsresan (hotellstäderska)
- 1981 – Sopor (SÄPO-chefen John Smith)
- 1981 – Från och med herr Gunnar Papphammar (Gunnar Papphammar)
- 1981 – Varning för Jönssonligan (Charles-Ingvar 'Sickan' Jönsson)
- 1982 – Den enfaldige mördaren (den nye chauffören)
- 1982 – En flicka på halsen (Kurt)
- 1982 – Gräsänklingar (Gary Stenström)
- 1982 – Jönssonligan & Dynamit-Harry (Charles-Ingvar 'Sickan' Jönsson)
- 1983 – Kalabaliken i Bender (Karl XII)
- 1983 – P&B (restauranggäst)
- 1984 – Slagskämpen (Stig Larsson)
- 1984 – Jönssonligan får guldfeber (Charles-Ingvar 'Sickan' Jönsson)
- 1985 – Dödspolare (Torbjörn 'Tobbe' Skytt)
- 1986 – Morrhår och ärtor (Claes-Henrik 'Håna' Ahlhagen)
- 1986 – Jönssonligan dyker upp igen (Charles-Ingvar 'Sickan' Jönsson)
- 1988 – Herr Bohm och sillen (berättare)
- 1988 – Vargens tid (Bjelke)
- 1989 – Kronvittnet (Rolf Lambert)
- 1989 – Jönssonligan på Mallorca (Charles-Ingvar 'Sickan' Jönsson)
- 1990 – Den hemliga vännen (vännen)
- 1991 – Underjordens hemlighet (Carson)
- 1993 – Brandbilen som försvann (Martin Beck)
- 1993 – Roseanna (Martin Beck)
- 1993 – Polis polis potatismos (Martin Beck)
- 1993 – Mannen på balkongen (Martin Beck)
- 1994 – Polismördaren (Martin Beck)
- 1994 – Stockholm Marathon (Martin Beck)
- 1995 – En på miljonen (bankdirektör Callert)
- 1996 – Nu är pappa trött igen (herr Khopp)
- 1997 – Ogifta par – en film som skiljer sig (som sig själv)
- 1997 – Adam & Eva (som sig själv)
- 2000 – Det blir aldrig som man tänkt sig (Tage Olsson)
- 2001 – Puder (Vippan)
- 2003 – Skenbart – en film om tåg (Theodor 'Pompe' Bäckström)
- 2005 – Asta Nilssons sällskap (den äldre mannen)
- 2005 – Loranga, Masarin och Dartanjang (Dartanjang)
- 2005 – Pingvinresan (berättare)
- 2007 – Gunnar & Anette (berättare)

### TV
- 1964 – Markisinnan
- 1965 – Niklasons
- 1965 – Nattcafé
- 1965 – Alla mina söner (Frank Lubey)
- 1965 – Herr Dardanell och hans upptåg på landet (Henrik)
- 1965 – Hans nåds testamente (Jacob Enberg)
- 1966 – Hotet (Peter)
- 1966 – Skuggan av Mart (Gabriel)
- 1966 – Kvinnas man (Mikael)
- 1966 – Farfar till häst (Nick)
- 1966 – Tartuffe (Damis)
- 1967 – Trettondagsafton (Sebastian)
- 1967 – ABC (Bertil)
- 1969–1970 – Mumintrollet (TV-serie) (kung Karl Fredrik I)
- 1972 – Experimentlek
- 1973 – Mumlan (TV-serie)
- 1973 – Kvartetten som sprängdes (Petrus Anker)|
- 1974 – Gustav III (Gustav III)
- 1976 – Ansikte mot ansikte (Mikael Strömberg)
- 1976 – En dåres försvarstal (Axel)
- 1977 – Semlons gröna dalar
- 1978 – Herr och fru Papphammar (Gunnar Papphammar)
- 1979 – Farbrorn som inte vill va' stor (berättare)
- 1980 – Från och med herr Gunnar Papphammar (Gunnar Papphammar)
- 1982 – Skulden (TV-serie) (Rune Strand)
- 1984 – Magister Flykt (berättare)
- 1991 – Duo jag (den smale mannen)
- 1992 – Vennerman & Winge (Eskil Vennerman/fru Vennerman)
- 1993 – Macklean (TV-serie) (Gustav III)
- 1996 – Lisa (berättare)
- 1999 – Papphammar (Gunnar Papphammar)
- 2000 – Soldater i månsken (Gunnar Larsson)
- 2001 – En fot i graven (Viktor Melldrov)

### Regi
- 1971 – 88-öresrevyn (TV)
- 1980 – Från och med herr Gunnar Papphammar (TV)
- 1981 – Från och med herr Gunnar Papphammar
- 1985 – Dödspolare
- 1986 – Morrhår och ärtor
- 1991 – Duo jag (TV-serie)
- 1992 – Vennerman & Winge (TV-serie)
- 2005 – Asta Nilssons sällskap
- 2011 – Den girige (TV)

### Manusförfattare
- 1978 – Picassos äventyr (idéer & kollaboration)
- 1985 – Dödspolare
- 1986 – Morrhår och ärtor
- 1986 – Jönssonligan dyker upp igen
- 1989 – Jönssonligan på Mallorca

### Kompositör
- 1980 – Från och med herr Gunnar Papphammar (TV)
- 1981 – Från och med herr Gunnar Papphammar

## Teater och revyer (ej komplett)

### Roller
| År   | Roll                    | Produktion                                                | Regi                                     | Teater                        |
| ---- | ----------------------- | --------------------------------------------------------- | ---------------------------------------- | ----------------------------- |
| 1959 | Den andre poeten        | Vår tids hjälte Beppe Wolgers                             | Claes von Rettig                         | Munkbroteatern                |
| 1960 | Budbäraren              | Antigone Jean Anouilh                                     | Lars-Erik Liedholm                       | Munkbroteatern                |
| 1960 | Utroparen               | Tuppen Seán O'Casey                                       | Lars-Levi Laestadius                     | Stockholms stadsteater        |
| 1960 |                         | Fårakällan                                                |                                          | Stockholms stadsteater        |
| 1962 | Felix Meng, Marys kusin | Patrasket Hjalmar Bergman                                 | Stina Bergman                            | Stockholms stadsteater        |
| 1962 | Akilles                 | Akilles och jungfrurna Artur Maria Swinarski              | Tore Karte                               | Fredriksdalsteatern           |
| 1963 | Soldat Grégoire         | Bara en barberare Georges Schehadé                        | Lars-Levi Laestadius                     | Stockholms stadsteater        |
| 1963 |                         | Konstgjorda Pompe, revy Hasse och Tage                    |                                          | Gröna Lund                    |
| 1963 | Ted                     | Se men inte höra Peter Shaffer                            | Hasse Ekman Gösta Ekman                  | Intiman                       |
| 1964 | Medverkande             | Gula hund, revy Hasse och Tage                            | Tage Danielsson                          | Chinateatern                  |
| 1966 |                         | Lådan, revy                                               | Tage Danielsson Gösta Ekman Fatima Ekman | (turné runt Sverige)          |
| 1969 | Johan Isak Thyraeus     | Spader, Madame! eller Lugubert sa Schubert Hasse och Tage | Tage Danielsson                          | Oscarsteatern                 |
| 1973 |                         | Glaset i örat Hasse och Tage                              |                                          | Berns Salonger                |
| 1976 |                         | Svea Hund Hasse och Tage                                  |                                          | Göta Lejon                    |
| 1982 |                         | Fröken Fleggmans mustasch                                 | Tage-Lena Ekfredson                      | Göta Lejon                    |
| 1986 |                         | Hotelliggaren Ray Cooney                                  | Tony Verner                              | Folkan                        |
| 1993 | Vera Vennerman          | I fru Vennermans fall Marie-Louise Ekman                  | Gösta Ekman Marie-Louise Ekman           | Kilen, Kulturhuset, Stockholm |
| 1998 |                         | Godnatt herr Morris                                       | Marie-Louise Ekman                       | Kilen, Kulturhuset, Stockholm |

### Regissör
| År   | Produktion                      | Upphovsmän                         | Teater     |
| ---- | ------------------------------- | ---------------------------------- | ---------- |
| 1966 | Lådan, revy                     | Hans Alfredson och Tage Danielsson |            |
| 1970 | 88-öresrevyn, revy              | Hans Alfredson och Tage Danielsson |            |
| 1982 | Fröken Fleggmans mustasch, revy | Hans Alfredson och Tage Danielsson | Göta Lejon |
| 2007 | Gäckanden                       | Marie-Louise Ekman                 | Dramaten   |
| 2009 | Den girige                      | Molière                            | Dramaten   |
| 2010 | Hantverkarna                    | Line Knutzon                       | Dramaten   |
| 2013 | Främmande språk                 | Simon Gray                         | Dramaten   |
| 2013 | Sufflören                       | Andreas T Olsson                   | Dramaten   |

## Radioteater

### Roller
| År   | Roll | Produktion                        | Regi          | Teater |
| ---- | ---- | --------------------------------- | ------------- | ------ |
| 1967 |      | Buss på kontinenten Ove Magnusson | Olof Thunberg |        |

## Priser och utmärkelser
- 1973 – Guldbaggen för bästa manliga huvudroll i Mannen som slutade röka
- 1981 – Edvardpriset
- 1994 – Lisebergsapplåden
- 2000 – Revyräven
- 2003 – Fridolf Rhudin-priset
- 2006 – Guldmasken ("Privatteatrarnas pris")
- 2007 – Litteris et Artibus
- 2008 – Hedersguldbagge
- 2012 – Teaterförbundets guldmedalj för "utomordentlig konstnärlig gärning"
- 2012 – Kungliga priset
- 2012 – Monica Zetterlund-stipendiet
- 2014 – Piratenpriset